# Zenon Buczowski
Zenon Bazyli Buczowski (ur. 13 lipca 1909 w Monasterzyskach, zm. 25 sierpnia 1974 w Gdańsku) – polski mikrobiolog i epidemiolog.

## Życiorys
Urodził się w Monasterzyskach w dawnym powiecie buczackim, w rodzinie Bazylego Buczowskiego. Szkołę podstawową ukończył w mieście rodzinnym, w 1928 zdał egzamin dojrzałości w Państwowym Gimnazjum w Buczaczu. W 1935 ukończył studia medyczne na Uniwersytecie Jana Kazimierza we Lwowie. Od 1936 pracował na stanowisku mikrobiologa w Państwowym Zakładzie Higieny w Warszawie, w latach 1939–1942 był kierownikiem filii Państwowych Zakładów Higieny w Stanisławowie. Od 1942 do wybuchu powstania warszawskiego pracował w Państwowych Zakładach Higieny w Warszawie. Po upadku powstania został wywieziony do obozu koncentracyjnego Stutthof.
Po wojnie powrócił do Warszawy i ponownie podjął pracę w Państwowych Zakładach Higieny. W latach 1946–1950 pracował na stanowisku kierownik filii PZH w Gdyni, w latach 1950–1955 był dyrektorem Morskiego Inspektoratu Sanitarnego w Gdyni. W 1948 na Uniwersytecie Łódzkim uzyskał stopień doktora na podstawie rozprawy Zachowania się bakteriofagów durowych w środowisku zakażonym przez bakterie S. typhi. W latach 1955–1972 był dyrektorem Instytutu Medycyny Morskiej i Tropikalnej w Gdańsku. W latach 1957–1972 był również twórcą i dyrektorem Krajowego Ośrodka Salmonella i Referencyjnego Ośrodka Typowania Bakteriofagowego Enterobacteriaceae, jednostek, które zostały powołane w Instytucie Medycyny Morskiej w Gdańsku. Za osiągnięcia w dziedzinie upowszechniania diagnostyki bakterii salmonella w Polsce został w 1955 mianowany docentem. W 1959 otrzymał tytuł profesora nadzwyczajnego. W latach 1959–1963 pracował jednocześnie na stanowisku kierownika Katedry i Zakładu Mikrobiologii Wydziału Farmacji Akademii Medycznej w Gdańsku. W 1966 nadano mu tytuł profesora zwyczajnego.
Od 1964 do śmierci pełnił funkcję przewodniczącego Rady Naukowej Państwowego Zakładu Higieny. Był członkiem Międzynarodowego Komitetu Typowania Bakteriofagowego oraz zespołu ekspertów WHO dla Służb Zdrowia Publicznego. Należał do Rady Naukowej przy Ministrze Zdrowia i Opieki Społecznej (1970), Rady Programowo-Metodycznej Centrum Kształcenia Medycznego Podyplomowego (1970–1974), Komitetu Mikrobiologicznego, Komitetu Nauk Medycznych Polskiej Akademii Nauk, Polskiego Towarzystwa Epidemiologicznego, Towarzystwa Lekarzy Chorób Zakaźnych i Polskiego Towarzystwa Mikrobiologów. Przewodniczył Sekcji Medycznej i Biologicznej Gdańskiego Towarzystwa Naukowego.
Był redaktorem podręcznika Medycyna Morska. Wybrane zagadnienia (1970).
Zmarł w Gdańsku, pochowany 29 sierpnia 1974 na cmentarzu Srebrzysko w Gdańsku (rejon VIII kwatera Górka-5-2).

## Ordery i odznaczenia
- Krzyż Kawalerski Orderu Odrodzenia Polski (9 lipca 1954)[6]
- Złoty Krzyż Zasługi (22 lipca 1951)[7]
- Medal 10-lecia Polski Ludowej (13 stycznia 1955)[8]
- Złota Odznaka honorowa „Zasłużony Pracownik Morza”[3]